# 丹大野生動物重要棲息環境
丹大野生動物重要棲息環境是台灣中央山脈一處野生動物保護區，位於南投縣東側與花蓮縣西側之山區，涵蓋林保署所轄之丹大、巒大、濁水溪、木瓜山、林田山等五處事業區，南北位置毗鄰玉山國家公園與太魯閣國家公園，其東南側則鄰玉里野生動物保護區，全境範圍可自海拔521公尺攀升至海拔3,619公尺，全部面積總計109,952公頃。據調查顯示，在南投縣境內有155科489屬831種維管束植物，其中特有種植物167種就佔了五分之一，另計稀有植物31種；動物方面則調查出8目16科32種哺乳類，27科91種鳥類，兩棲類與爬蟲類各有6種，其中為數不少屬於保育類，如台灣黑熊、帝雉、台灣藍鵲、菊池氏龜殼花、石虎…等數種。為實行「中央山脈生態廊道」，以保存珍貴動植物資源與多樣性的生態環境，行政院農業委員會於2000年2月25日依《野生動物保護法》公告設立「丹大野生動物重要棲息環境」。
丹大野生動物重要棲息環境深處高山，範圍廣闊，境內交通多為林道。南投縣則有一條丹大林道，可通往至七彩湖，但七二水災沖毀孫海橋，至今仍未能修復。花蓮縣則有西林林道、萬榮林道、光復林道。此外，在北方有一條能高越嶺古道也通過丹大野生動物重要棲息環境，曾經是公路局編制台14線省道，後來廬山以東之路段解編。目前則沒有任何公路可通達丹大野生動物重要棲息環境，但境內高山諸峰多屬百岳名山，是登山者徒步遊憩的地方，野生動物因此易受人為干擾。

## 境內景點
- 七彩湖
- 光被八表
- 天長斷崖
- 關門古道
- 能高越嶺古道